# Карапачай
Карапачай (исп. Carapachay) — город в Аргентине в провинции Буэнос-Айрес в муниципалитете Висенте-Лопес, часть агломерации Большой Буэнос-Айрес.

## История
В 1941 году в этих местах началась продажа земельных участков под жилищное строительство. В 1943 году на железной дороге в этих местах был построен остановочный пункт «18-й километр». В 1946 году он был переименован в «Карапачай» (слово из языка индейцев гуарани, означающее дельту реки Парана), а сама территория была передана под юрисдикцию соседнего растущего города Вилья-Аделина. В Вилья-Аделина в 1940-х годах шло бурное строительство промышленных предприятия, и часть из них оказалась как раз в районе станции Карапачай (например, текстильная фабрика, на открытие которой в 1946 году приехал из Японии принц Акихито).
В конце XX века Карапачай был выделен из Вилья-Аделины в отдельный населённый пункт.